# Отологія
Отологія — галузь медицини, яка вивчає нормальну і патологічну анатомію і фізіологію вуха (слухові і вестибулярні сенсорні системи і пов'язані з ними структури і функції), а також його хвороби , діагностику і лікування. Отологічна хірургія в основному має справу з хірургією середнього вуха і соскоподібної залози, пов'язаної з хронічним середнім отитом, таким як тимпанопластика (або хірургія барабанної перетинки), осікулопластика (або хірургія слухових кісток і мастоідектомія). Отологія також включає хірургічне лікування кондуктивної втрати слуху, наприклад операцію стапедектомії при отосклерозі. Невроотологія, споріднена галузь медицини і субспеціалізація отоларингології, полягає у вивченні захворювань внутрішнього вуха, які можуть призвести до порушень слуху і рівноваги. Нейротологічна хірургія в основному належить до хірургії внутрішнього вуха або операцій, серед яких вхід у внутрішнє вухо з ризиком для органів слуху та балансу, включно з лабіринтектомією, кохлеарною імплантацією та хірургічним втручанням для пухлин скроневої кістки, таких як внутрішньоканальні акустичні нейроми. Нейроотологію розширюють, включаючи хірургічне втручання в бічну основу черепа для лікування внутрішньочерепних пухлин, пов'язаних з вухом і навколишніми нервовими і судинними структурами, наприклад, великі парагангліоми, пухлини гламуса і пухлини лицьового нерва.
Отологія займається:
- пошуком причин шуму у вухах і розробкою методів лікування;
- визначення розвитку та прогресування середнього отиту;
- визначенням основних механізмів хвороби Меньєра.

До пов'язаних з нейротологією проблем належать:
- Вивчення обробки сигналів у пацієнта з кохлеарним імплантатом,
- Дослідження постуральних контрольних зон і вестибуло-очних механізмів.
- Вивчення генетики акустичних нейром[en] у пацієнтів з нейрофіброматозом для кращого розуміння способів лікування цих пухлин і запобігання їхньому[2].